# Maria-Theresien-Straße (Innsbruck)
Die Maria-Theresien-Straße, benannt nach Kaiserin Maria Theresia, ist eine breit angelegte, leicht gekrümmte Pracht- und Geschäftsstraße und ein zentraler Straßenzug Innsbrucks, der auf die erste Stadterweiterung im 13. Jahrhundert zurückgeht. Sie ist eine der am stärksten frequentierten Straßen der Stadt.

## Verlauf

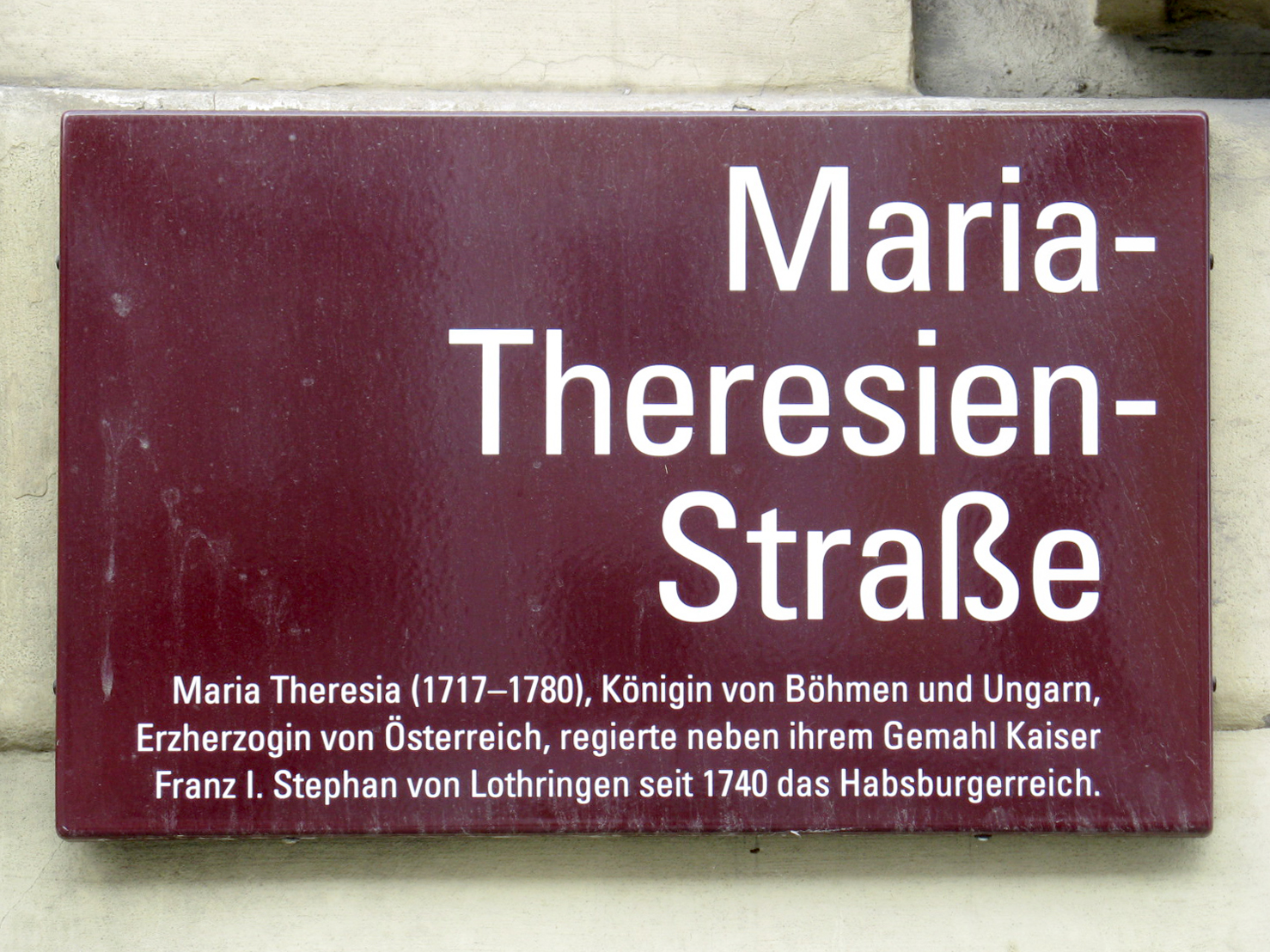
Straßenschild

Die Straße verläuft mit einer Länge von rund 490 m leicht gekrümmt in Nord-Süd-Richtung. Das nördliche Ende bildet die Kreuzung mit Burggraben und Marktgraben, jenseits davon führt die Herzog-Friedrich-Straße in die Altstadt. Den südlichen Abschluss der Straße sowie die Grenze zu Wilten bildet die Triumphpforte an der Kreuzung mit Maximilianstraße und Salurner Straße. Die Fortsetzung nach Süden ist die Leopoldstraße. Als Querstraßen zweigen versetzt die Anichstraße nach Westen und die Meraner Straße nach Osten ab. Durchgänge bestehen im Osten zum Sparkassenplatz und zum Landhausplatz und im Westen durch die Rathausgalerien zum Adolf-Pichler-Platz.

## Geschichte

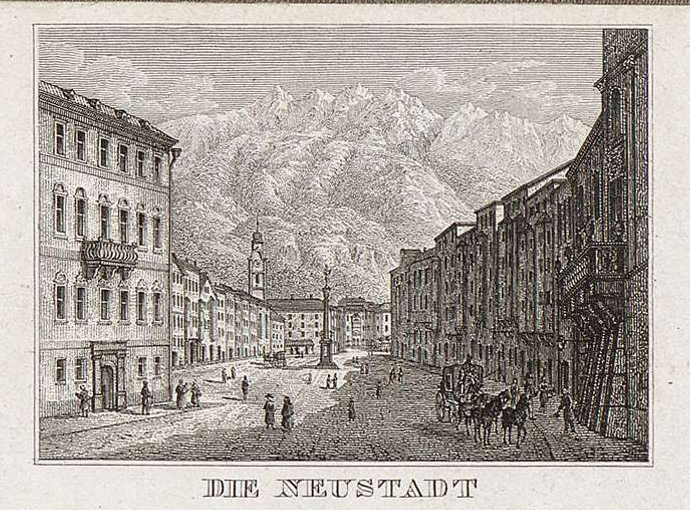
Die Neustadt um 1840

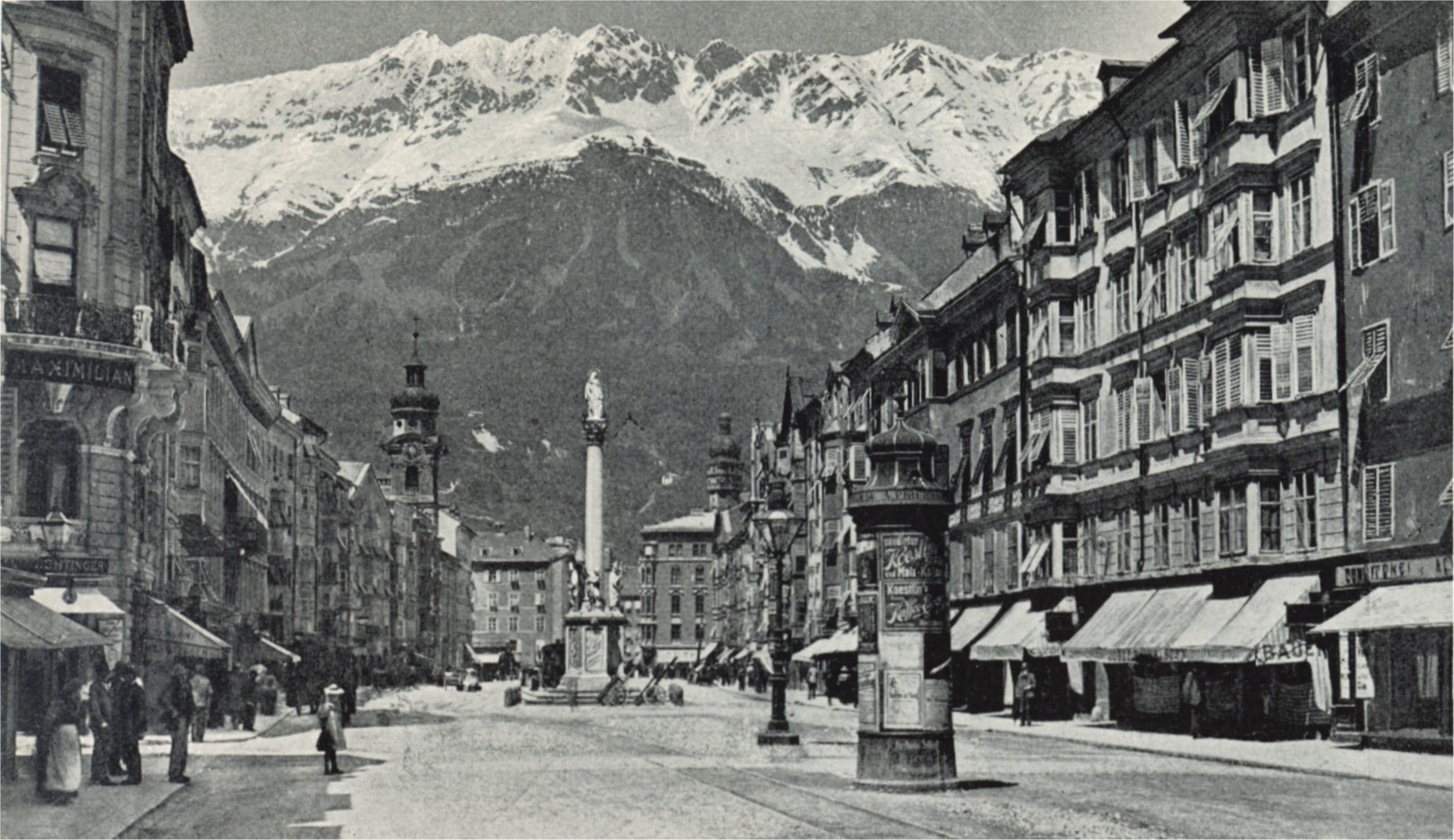
Die Maria-Theresien-Straße um 1898

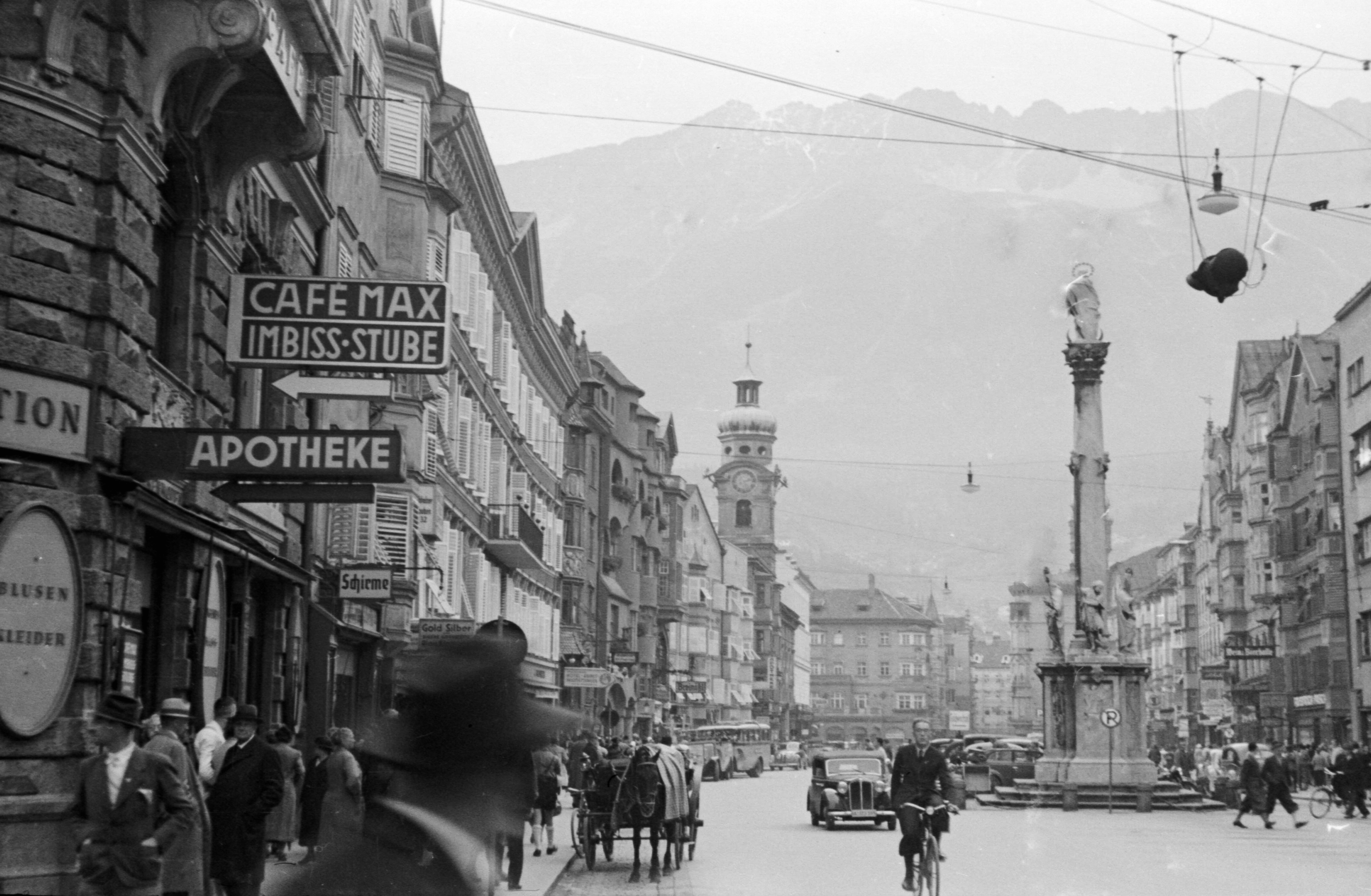
Die Maria-Theresien-Straße in den 1950ern

Die ursprüngliche Stadt Innsbruck, 1180 gegründet, wuchs schon bald über ihre durch Stadtmauern und -graben gebildete Grenze (die heutige Altstadt) hinaus. Entlang der Ausfallstraße Richtung Süden nach Wilten und weiter zum Brenner entwickelte sich eine Vorstadt. Diese Siedlung, als nova civitas („Neustadt“) bezeichnet, gehörte ursprünglich zum Hofmarkgericht des Stiftes Wilten. Am 5. Juni 1281 schloss Graf Meinhard II. mit dem Stift Wilten einen Vertrag, in dem gegen eine Befreiung vom Weinzoll die Gerichtsgewalt über die Neustadt vom Stift Wilten an die Stadt Innsbruck kam. Das Gebiet reichte damals aber noch nicht bis zur heutigen Triumphpforte, die später die Grenze zwischen Innsbruck und Wilten bildete, sondern etwa bis zur Höhe des heutigen Alten Landhauses. Dort, am Ende der „inneren Neustadt“, stand das Obere Tor oder Georgentor, das 1350 erstmals erwähnt und 1570 abgebrochen wurde. Der Teil südlich davon (die „äußere Neustadt“) wird erst ab etwa 1440 der Stadt Innsbruck zugerechnet.
1315 wurde mit der Unterstützung Herzog Heinrichs von Kärnten und Tirol am Beginn der Neustadt das städtische Heilig-Geist-Spital gegründet, das, wie damals üblich, außerhalb der Stadtmauern lag und an das heute noch die Spitalskirche erinnert.
In den ersten Jahrhunderten befanden sich in der nur locker verbauten Neustadt hauptsächlich Handwerks- und Gewerbebetriebe, insbesondere solche, die mit dem Fuhrwesen zu tun hatten, wie Wagner, Schmiede, Sattler oder Tischler. Die Häuser waren in der Regel aus Holz, nach einem Großbrand 1620 durften sie auf Anordnung der Regierung nur noch aus Stein errichtet werden. In der Folge entwickelte sich eine geschlossene Verbauung und mit der Ansiedelung von hohen Beamten und adeligen Familien entstanden die heute das Straßenbild prägenden Prachtbauten im Barock- und Rokokostil, so etwa 1679–1690 das Taxispalais oder 1744–1749 das Palais Lodron. Viele der Bauten wurden von Vertretern der Baumeisterfamilie Gumpp entworfen.
1706 wurde als Dank für den Abzug der bayrischen Truppen nach dem Bayrischen Rummel in der Mitte der Straße die Annasäule errichtet. Die Annasäule war auf beiden Seiten von Brunnen umgeben, dem Josefsbrunnen im Norden von 1709 bis 1870 und dem Joachimsbrunnen im Süden von 1706 bis 1732 (heute im Waltherpark in St. Nikolaus).
Anlässlich der Hochzeit von Erzherzog Leopold mit der spanischen Prinzessin Maria Ludovica von Spanien in Innsbruck 1765 wurde am südlichen Ende der Neustadt die Triumphpforte errichtet und der Stadtgraben zugeschüttet. 1897 wurde das Rathaus aus der Altstadt hierher verlegt.
Am 22. Dezember 1873 beschloss der Bürgerausschuss (Gemeinderat) die Umbenennung der Neustadt in Maria-Theresien-Straße „in Erinnerung an ihre alte Bezeichnung theresianische Neustadt und mit Rücksicht auf die sie abschließende Triumphpforte“.
Ab 1891 verkehrte die zunächst dampfbetriebene Lokalbahn Innsbruck–Hall in Tirol durch die Maria-Theresien-Straße, ab 1905 auch elektrische innerstädtische Straßenbahnlinien.
1978 wiesen Stadt Innsbruck und Land Tirol die Maria-Theresien-Straße als Erhaltungszone aus, in der jeder Abbruch eines Gebäudes verboten ist. Bei einer Novellierung des Stadtkern- und Ortsbildschutzgesetzes wurde dies 2003 jedoch widerrufen. Als für den Neubau des Kaufhauses Tyrol der Abriss dreier Gebäude drohte, stellte das Bundesdenkmalamt die Straße 2006 unter Ensembleschutz. Die Stadt Innsbruck berief dagegen und nach heftigen Kontroversen insbesondere um die Architektur des geplanten Neubaus hob Kulturministerin Claudia Schmied den Ensembleschutz auf. Daraufhin wurden drei Gebäude abgerissen und 2010 durch einen Neubau ersetzt.
Von 2006 bis 2009 wurde der Bereich nördlich der Anichstraße in eine Fußgängerzone umgewandelt. Die Straße wurde dabei mit unterschiedlicher Pflasterung platzartig gestaltet. Die Straßenbahn wird seither durch Anichstraße bzw. Burggraben geführt. Der südliche Abschnitt, der nach wie vor dem öffentlichen Verkehr zur Verfügung steht, wurde bis 2011 ebenfalls neu gestaltet.

## Bedeutende Bauten

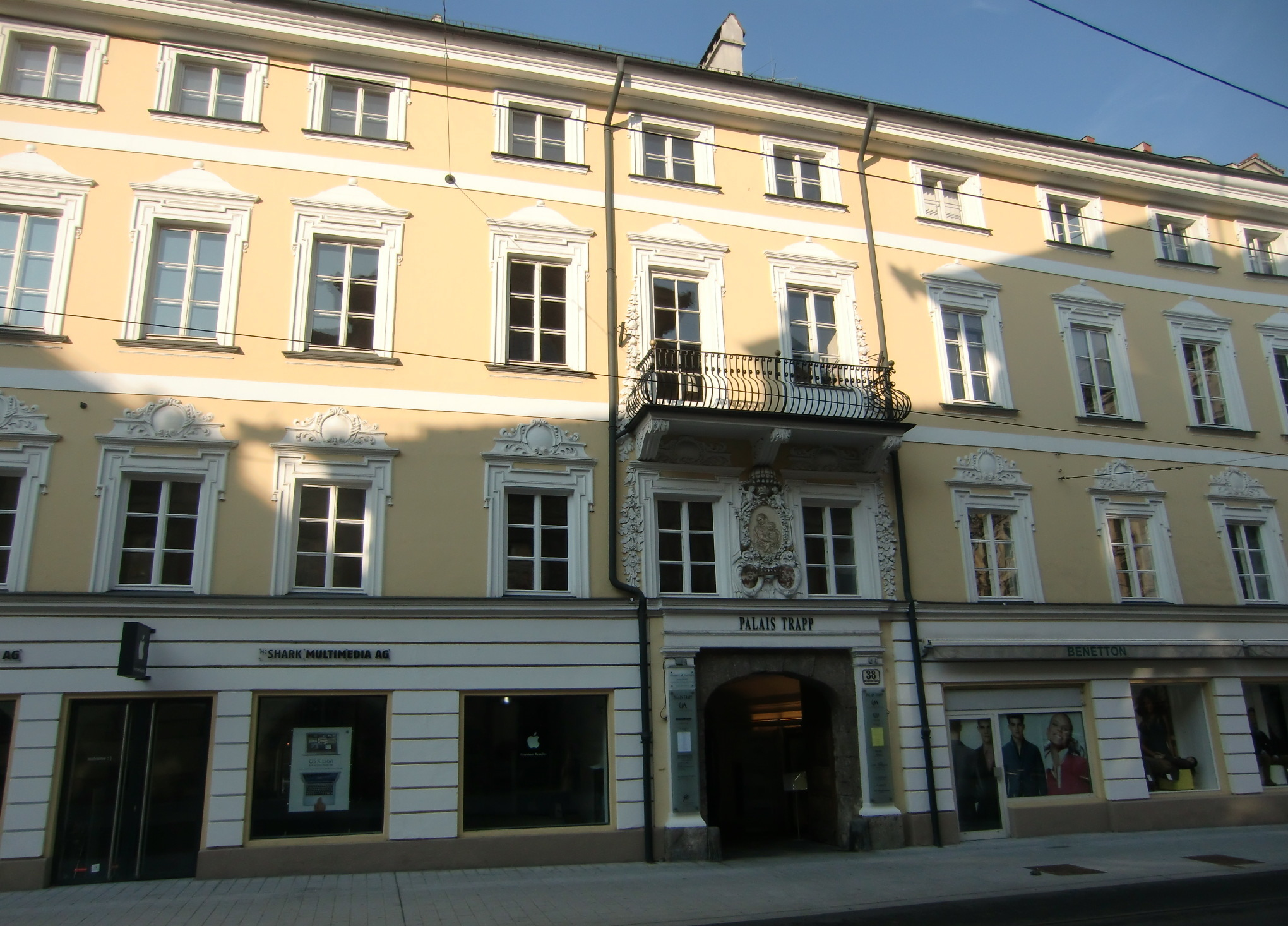
Palais Trapp

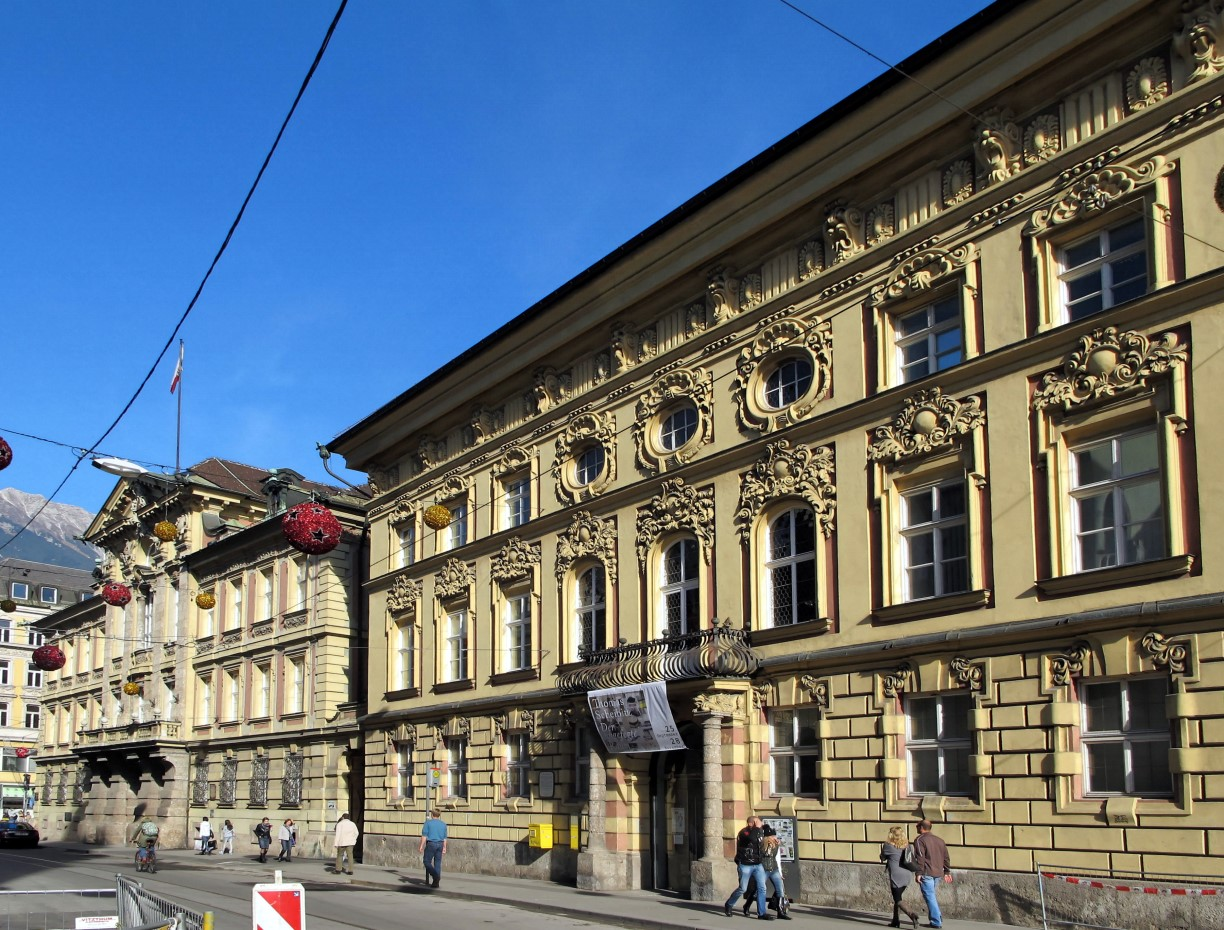
Altes Landhaus (links) und Palais Fugger/Taxis (rechts)

- Spitalskirche: ab 1700 nach Plänen von Johann Martin Gumpp dem Älteren anstelle eines gotischen Vorgängerbaus errichtet.
- Palais Lodron (Nr. 7): für Joseph Nikolaus Graf Lodron 1744–1749 im Rokokostil erbaut.
- Gasthaus Alt Insprugg (Nr. 16): aus dem 15. Jahrhundert stammendes, in der Barockzeit und 1906 umgebautes Haus. An der gotisierenden Fassade befinden sich holzgeschnitzte Kopien der Statuen Artus’ und Theoderichs aus der Innsbrucker Hofkirche.[8]
- Neues Rathaus (Nr. 18): ursprünglich drei mittelalterliche Bürgerhäuser, die Anfang des 18. Jahrhunderts von Johann Martin Gumpp d. Ä. zum Palais Künigl umgebaut wurden. 1848–49 Umbau zum Hotel d'Autriche, seit 1897 Rathaus.[9]
- Palais Trapp (Nr. 38): Im 17. Jahrhundert erbauter Ansitz Wolkenburg, ab 1700 von Johann Martin Gumpp d. Ä. zu einem Barockpalais umgebaut, seit 1804 im Besitz der Grafen Trapp.[10]
- Palais Troyer-Spaur (Nr. 39): Um 1680 von Johann Martin Gumpp d. Ä. für Franz Anton Graf Troyer im Barockstil erbaut.
- Altes Landhaus (Nr. 43): 1725–1728 von Georg Anton Gumpp als barocker Monumentalbau erbaut.
- Palais Fugger-Taxis (Nr. 45): Um 1680 vermutlich nach Plänen von Johann Martin Gumpp d. Ä. für Graf Hans Otto Fugger als barocke Palastanlage nach italienischem Vorbild errichtet, ab 1784 unter den Grafen Thurn und Taxis Postgebäude, 1905 durch das Land Tirol erworben.[11]
- Servitenkirche und -kloster: 1614 gestiftet, nach einem Brand wieder aufgebaut und 1626 geweiht, im 18. Jahrhundert von Georg Anton Gumpp barockisiert.
- Peterlongohaus (ehem. Palais Sarnthein, Nr. 57): 1686 von Johann Martin Gumpp d. Ä. für David Graf Sarnthein aus älteren Bürgerhäusern zum Palais umgebaut, 1869 aufgestockt und vergrößert.[12]

## Nutzung

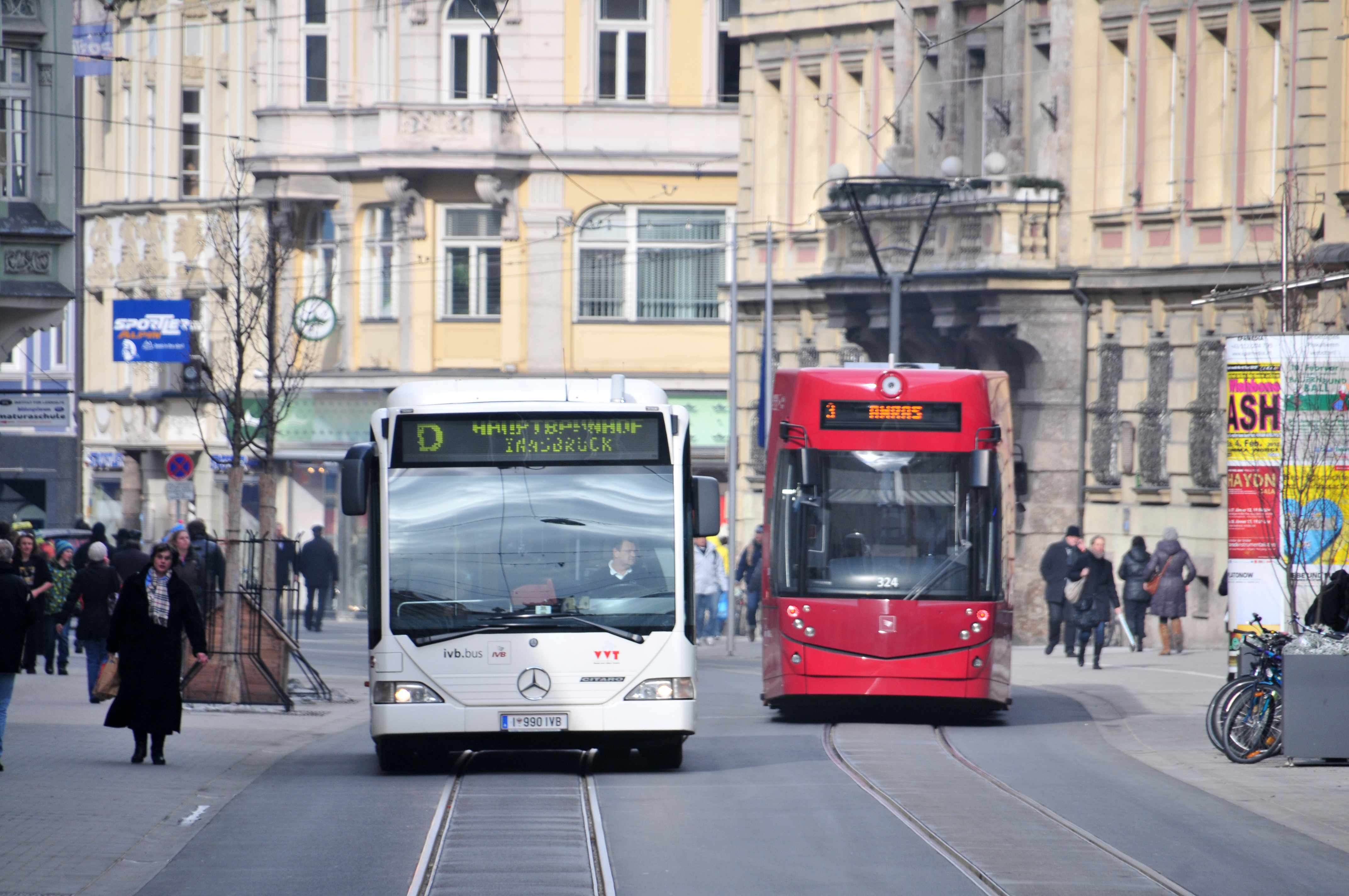
Bus und Straßenbahn in der südlichen Maria-Theresien-Straße

Als Hauptstraße Innsbrucks diente die Maria-Theresien-Straße häufig Aufmärschen und Kundgebungen wie etwa im Tiroler Freiheitskampf 1809, beim Einmarsch deutscher Truppen nach dem Anschluss Österreichs 1938 oder 1945, als Innsbruck als einzige Großstadt des Dritten Reichs von einheimischen Regimegegnern kampflos an die alliierten Truppen übergeben wurde.
Seit dem Ende des 19. Jahrhunderts war die Maria-Theresien-Straße eine wichtige Verkehrsachse für den öffentlichen Verkehr, die von allen innerstädtischen Straßenbahnlinien und vielen Buslinien durchfahren wurde. Heute fahren Straßenbahnen und Busse nur noch durch den verkehrsberuhigten Abschnitt südlich der Anichstraße, der Nordteil wurde von 2006 bis 2009 zur Fußgängerzone umgestaltet.
Entlang der Straße finden sich wichtige Einrichtungen wie das Rathaus und das Landhaus sowie zahlreiche Geschäfte und Einkaufszentren (Kaufhaus Tyrol, Rathaus-Galerien). Mit einer Passantenfrequenz von mehr als 30.000 Personen am Tag zählt sie zu den sechs attraktivsten Einkaufsstraßen Österreichs. Sie wird auch für Veranstaltungen wie einen Christkindlmarkt oder die Fanmeile bei der Fußball-Europameisterschaft 2008 genutzt.

## Ansichten

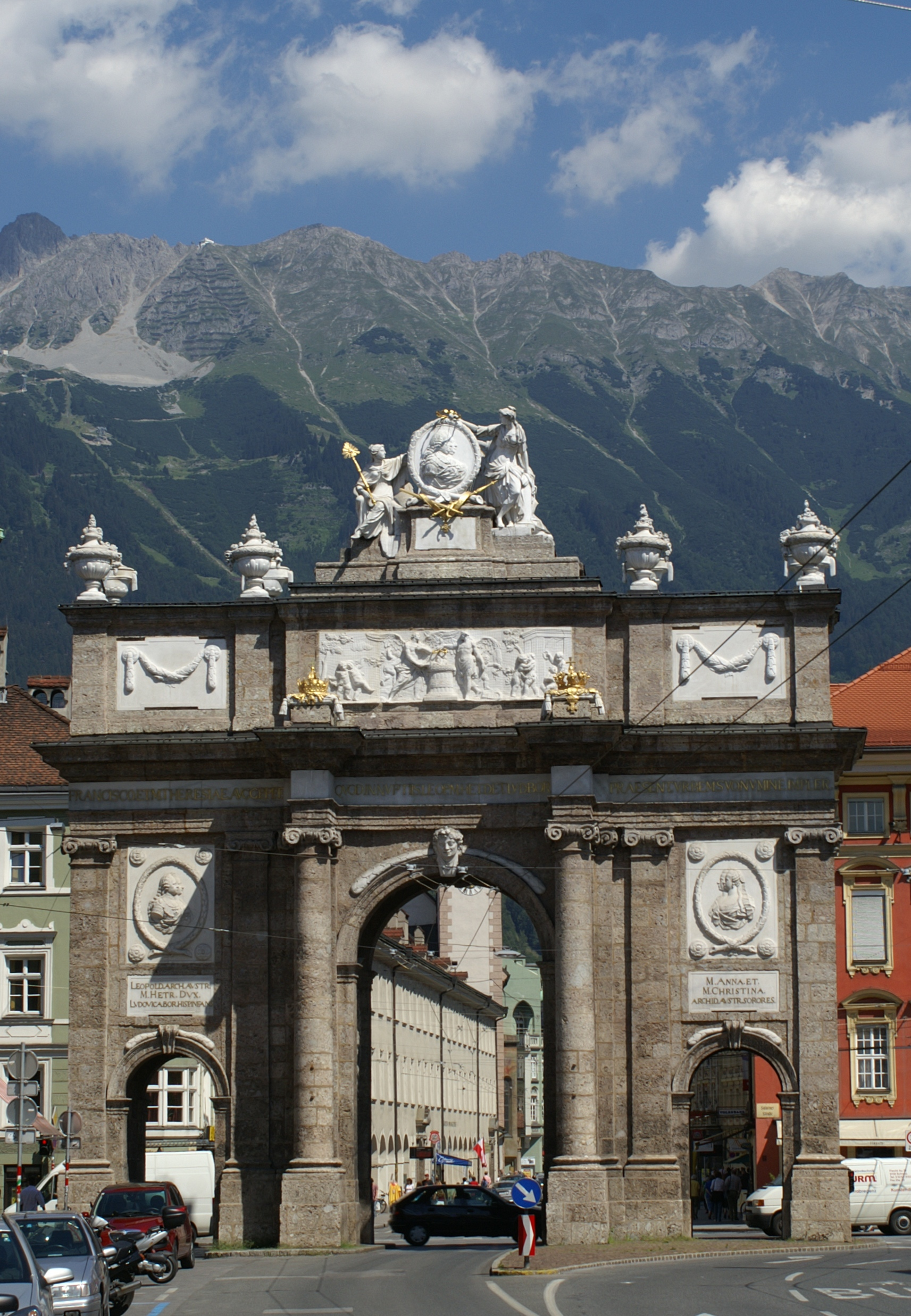
Triumphpforte
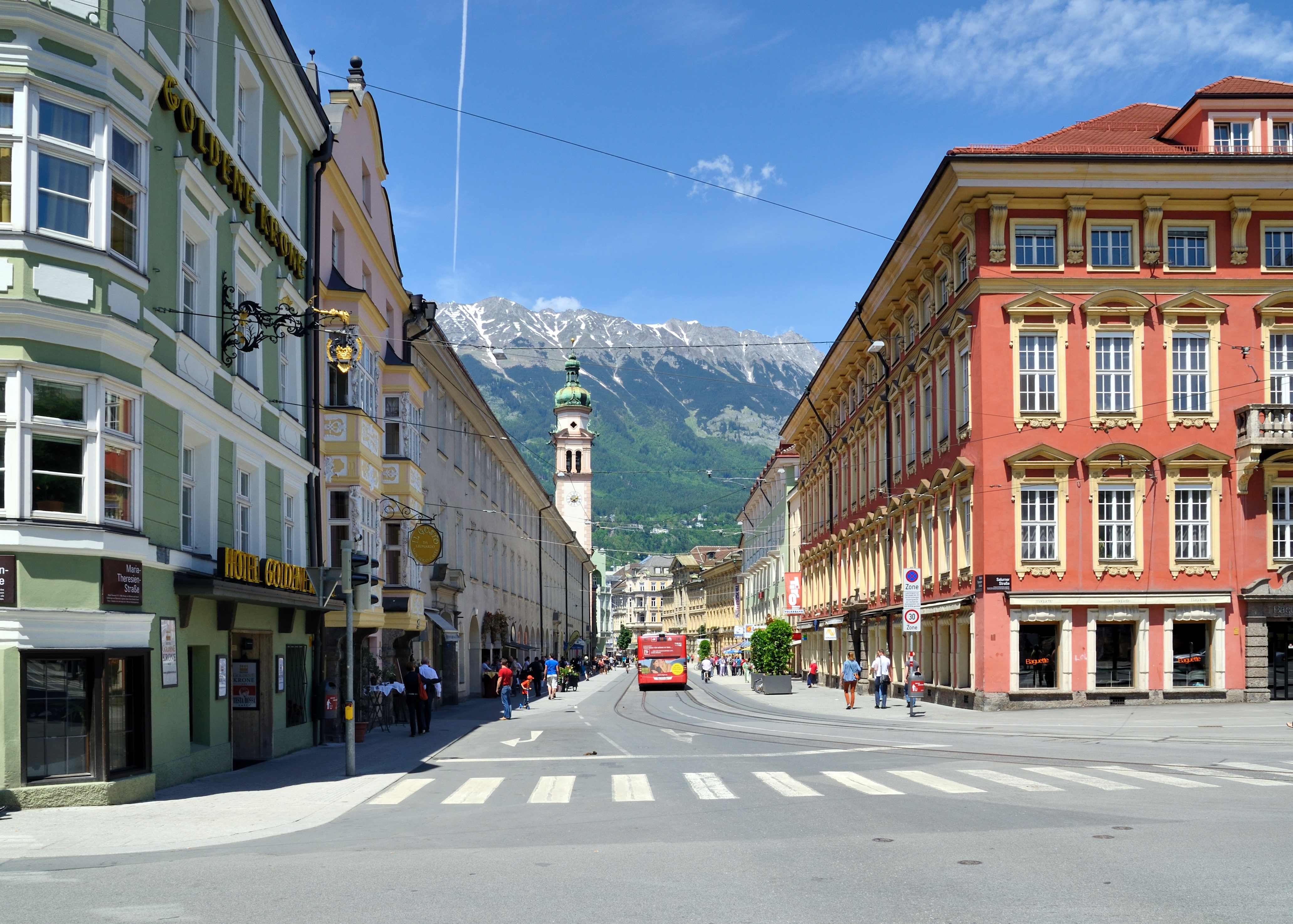
Blick von der Triumphpforte nach Norden
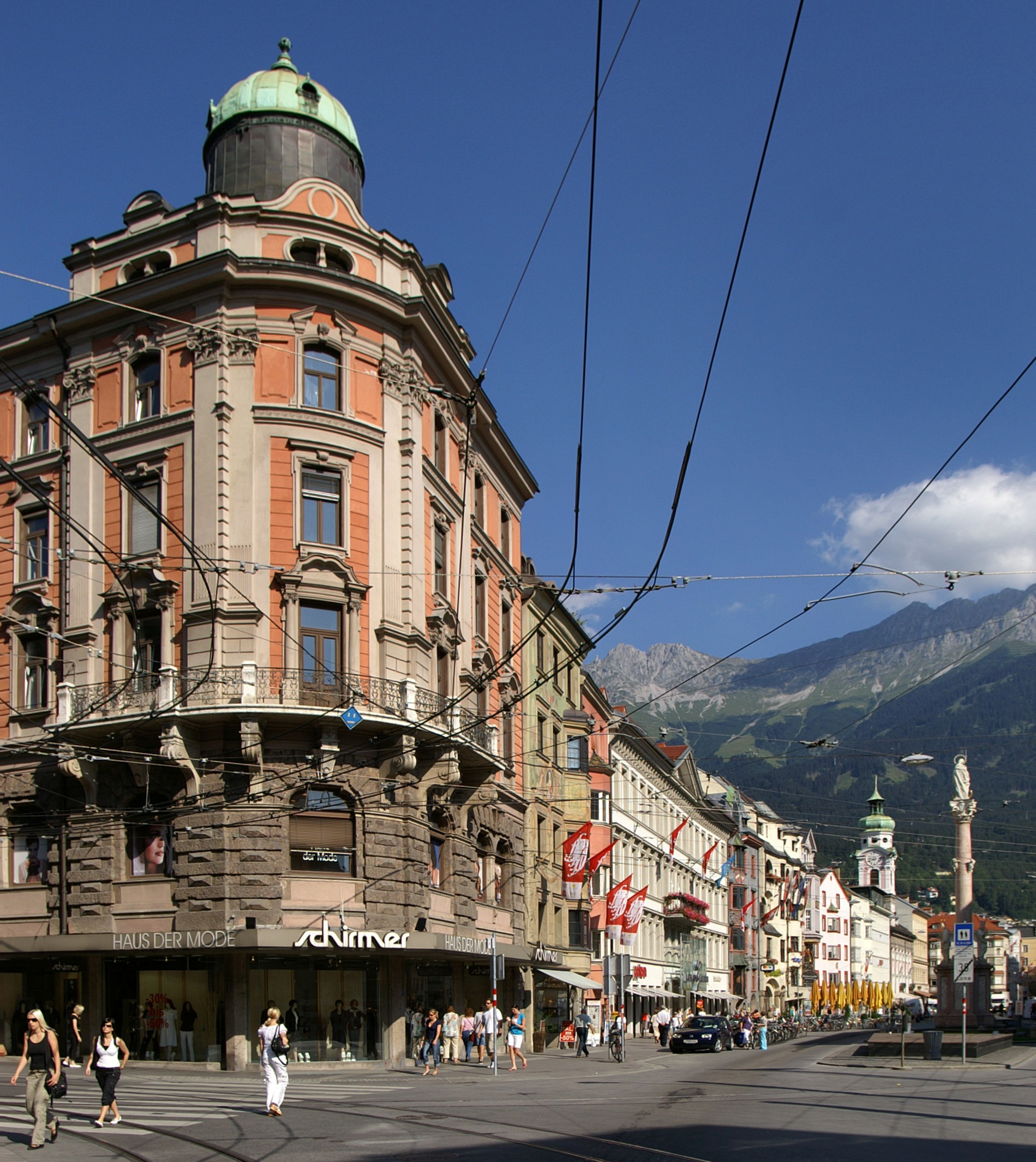
Maria-Theresien-Straße Ecke Anichstraße
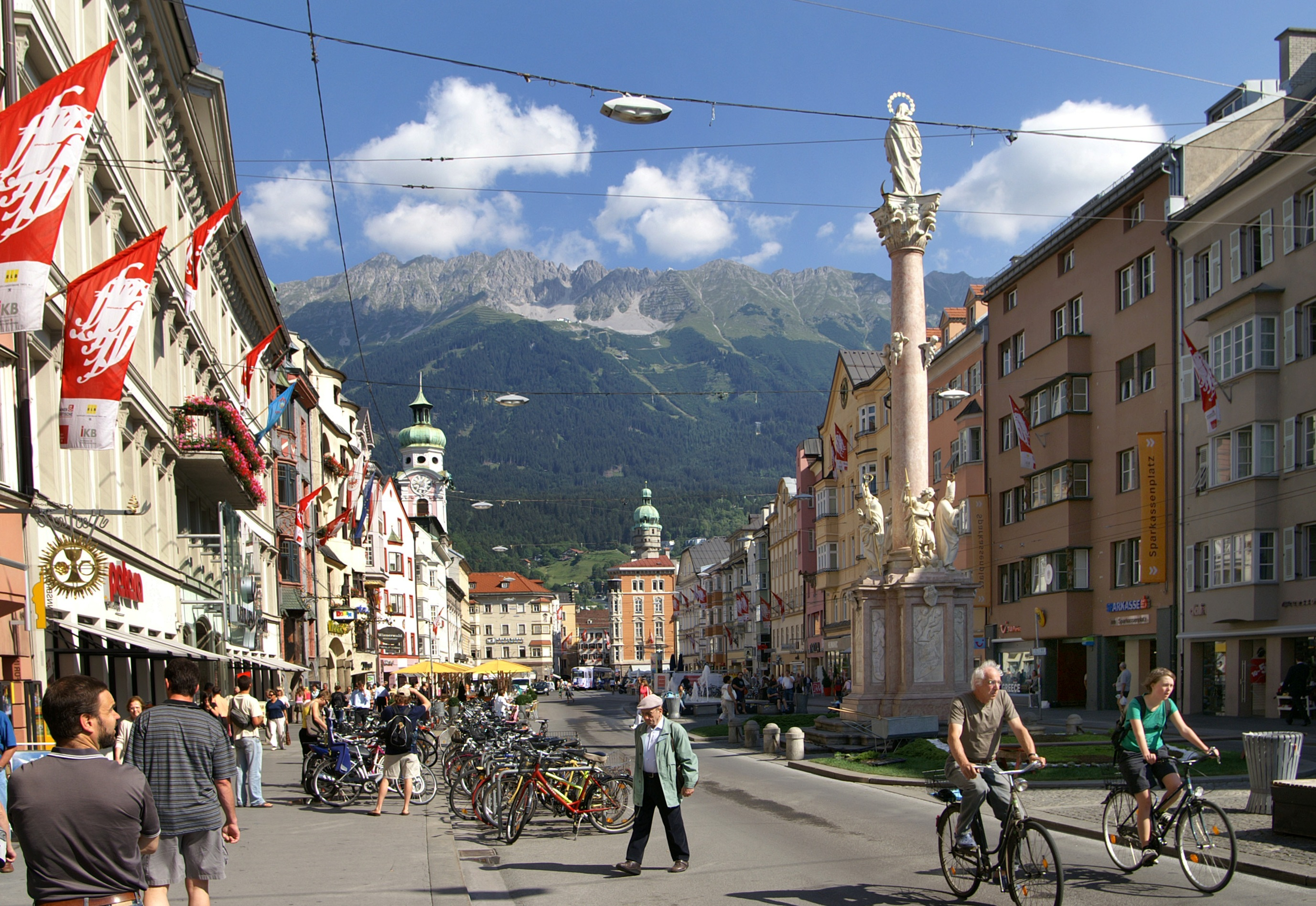
Annasäule, Spitalskirche (links), Stadtturm (rechts)
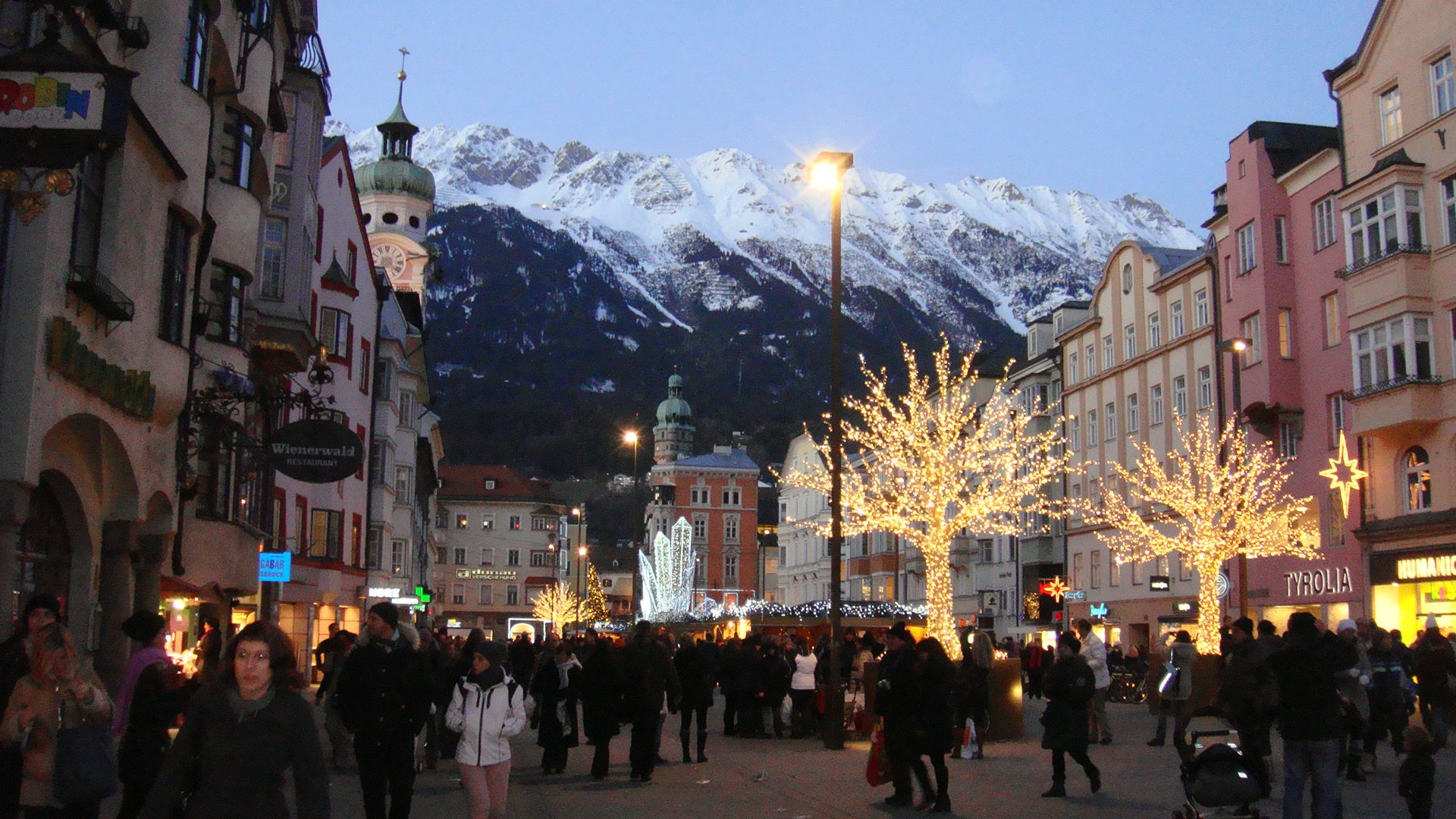
Maria-Theresien-Straße mit Weihnachtsbeleuchtung

Historische Ansichten
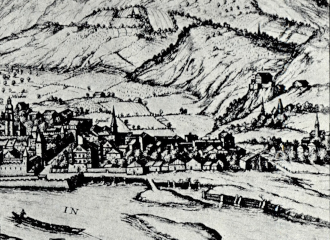
Vorstadt um 1575
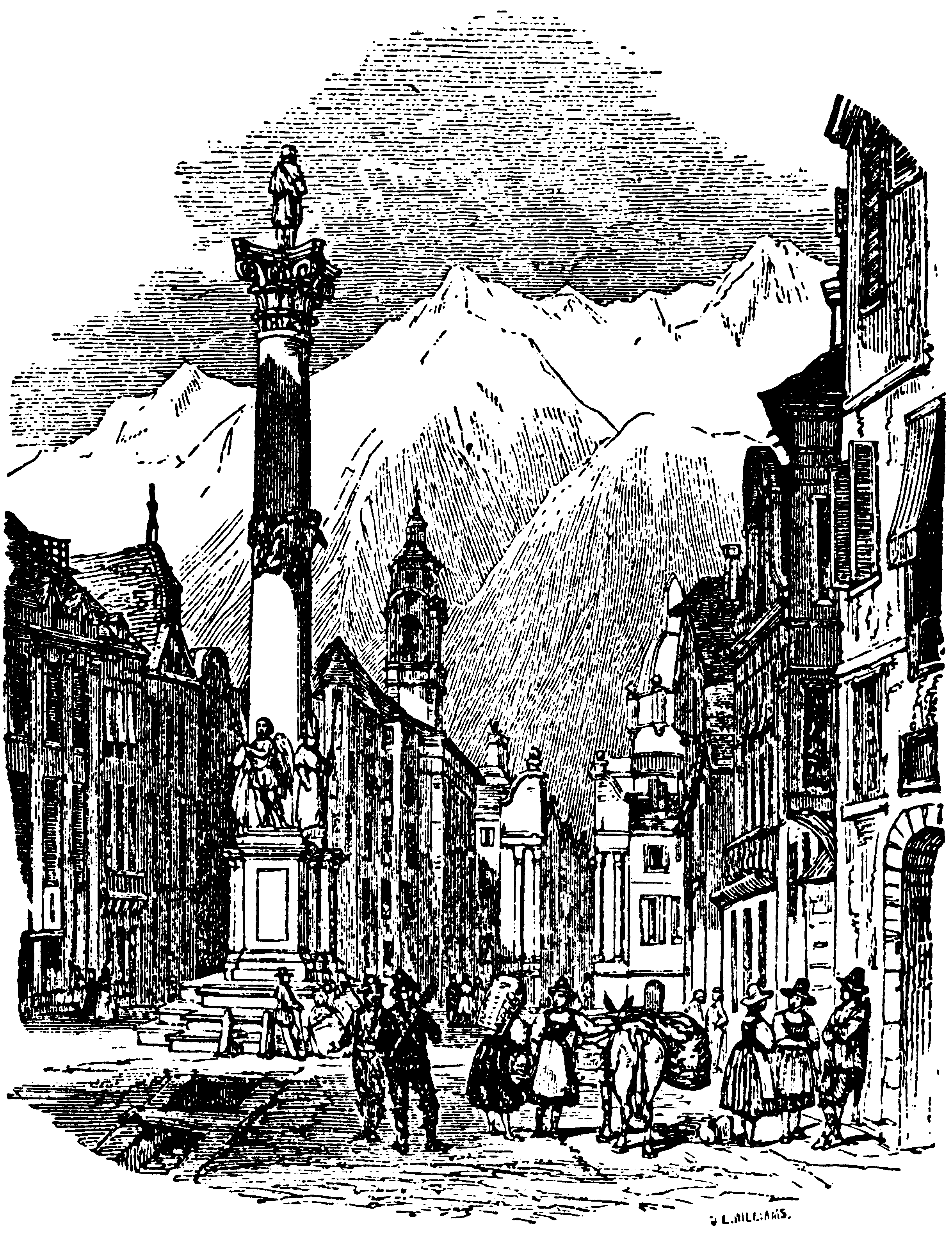
Vorstadt um 1850
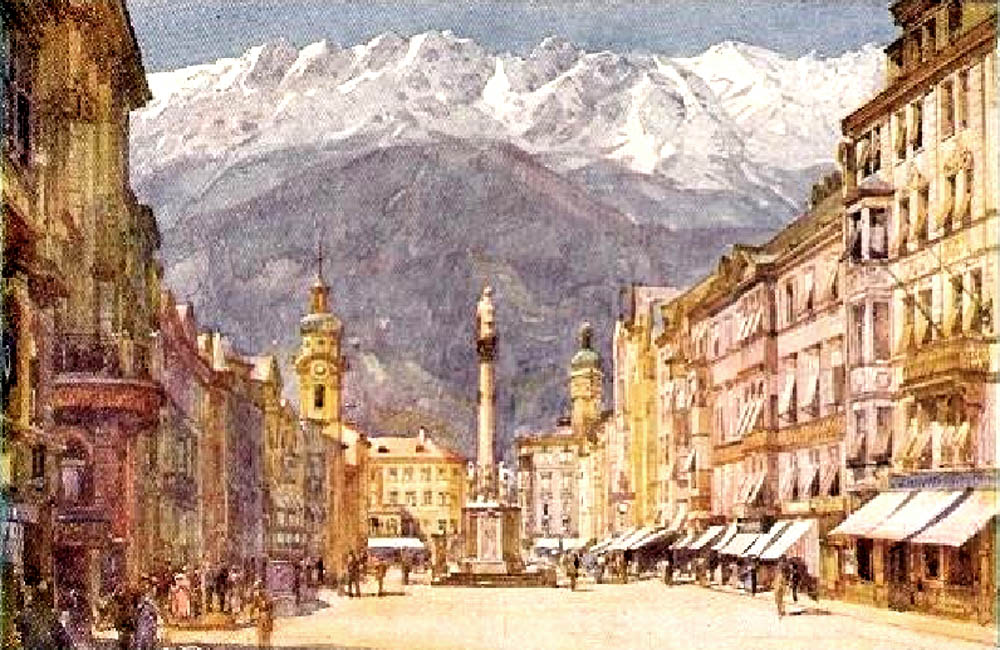
Maria-Theresien-Straße um 1900
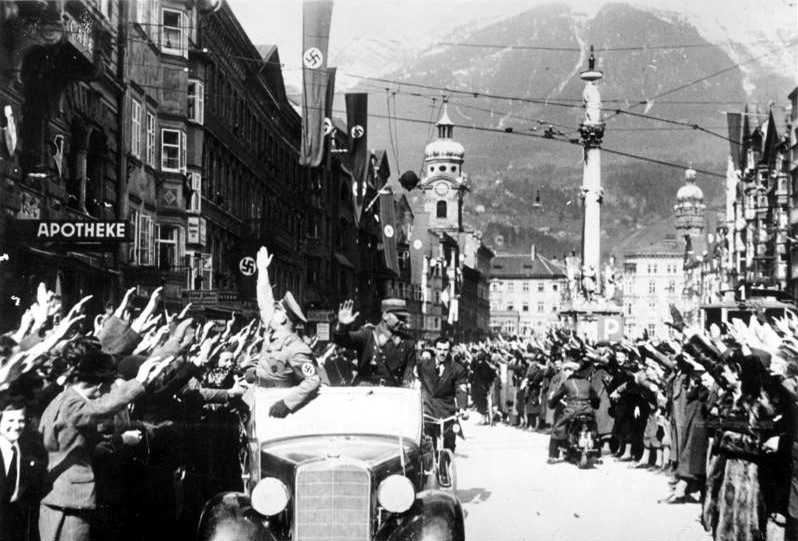
Einmarsch deutscher Truppen 1938
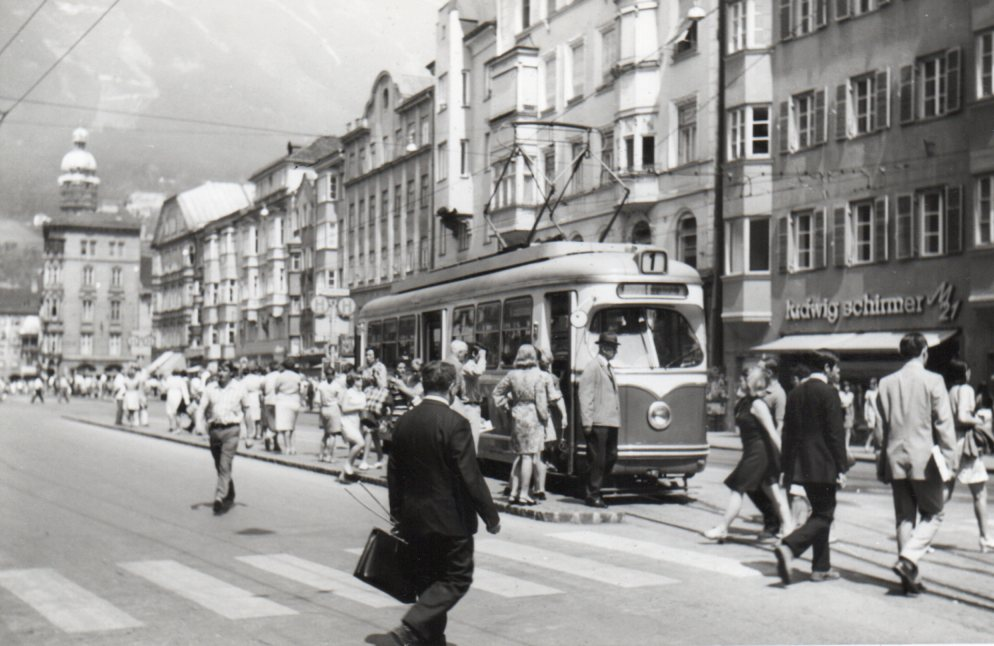
Straßenbahn der Linie 1, 1969
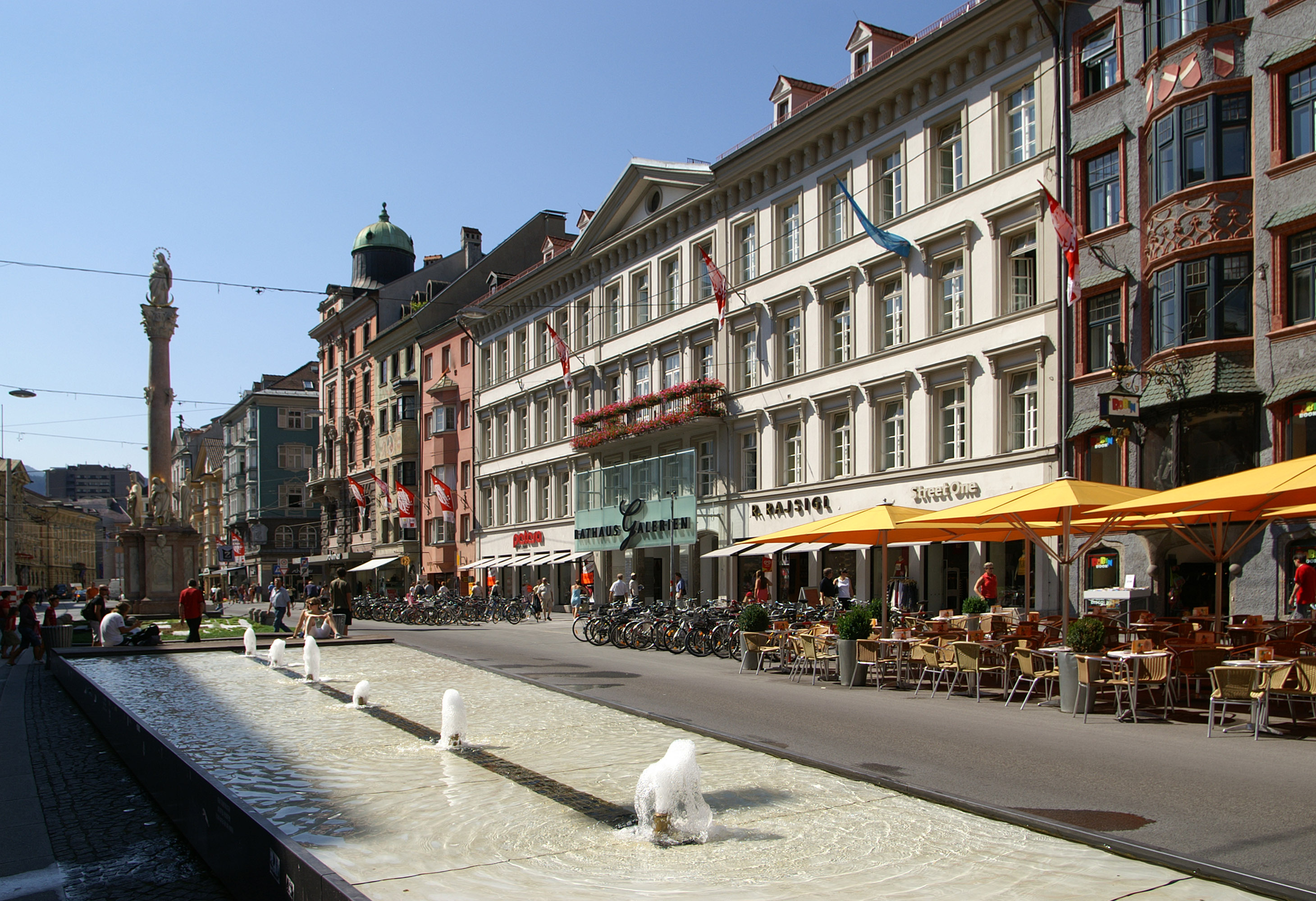
Vorübergehend installierter Brunnen vor der Annasäule (2005)

## Trivia
Die Maria-Theresien-Straße ist das erste der drei Innsbrucker Grundstücke auf dem Spielplan des Spiels DKT – Das kaufmännische Talent.